# Tour Saint-Gobain
La Tour Saint-Gobain, también conocida como Tour M2, es un rascacielos de oficinas ubicado en el distrito de negocios de La Défense cerca de París, Francia (precisamente en Courbevoie).
Alberga la sede de la empresa francesa Saint-Gobain, mide 167,52 metros de altura desde la explanada de La Défense y 177,95 metros del suelo. Fue diseñado por el estudio de arquitectura Valode & Pistre Architectes.